# كيث هيل
كيث هيل (بالإنجليزية: Keith Hill)‏ (و. 1969 – م) هو لاعب ومدرب كرة قدم، من المملكة المتحدة، ولد في بولتون.

## روابط خارجية
- كيث هيل على موقع قاعدة بيانات كرة القدم.إي يو (الإنجليزية)
- كيث هيل على موقع Soccerbase.com (لاعب) (الإنجليزية)
- كيث هيل على موقع عالم كرة القدم.نت (الإنجليزية)